# Вріліссія
Вріліссія (грец. Βριλήσσια) — місто Греції, в периферії Аттика, північно-східне передмістя Афін. Колись частина Халандрі, нині окремий дім, що межує із афінськими передмістями Психіко і Ая-Параскеві.
Вріліссія розташована біля підніжжя гори Пентелікон і славиться великою кількістю парків та зелених зон. З Афінами її поєднує автострада Аттікі-Одос та Афінський метрополітен, тут базується станція «Дукіссіс-Плакентіас».

## Населення
| Демографічні зміни \| Рік \| Населення міста \| Муніципалітет \| Густота \| Приріст, осіб \| Приріст, % \| Загальний приріст \| \| ---- \| --------------- \| ------------- \| --------------- \| ------------- \| ---------- \| ----------------- \| \| 1951 \| 825 осіб \| 3,856 км² \| 214 осіб/км² \| 825 осіб \| — \| — \| \| 1961 \| 2.353 осіб \| 3,856 км² \| 610 осіб/км² \| +1.528 осіб \| +185% \| 185% \| \| 1971 \| 3.841 осіб \| 3,856 км² \| 996 осіб/км² \| +1.488 осіб \| +63,23% \| 248,23% \| \| 1981 \| 7.587 осіб \| 3,856 км² \| 1.968 осіб/км² \| +3.746 осіб \| +97,52% \| 345,76% \| \| 1991 \| 16.571 осіб \| 3,856 км² \| 4.297 осіб/км² \| +8.984 осіб \| +118,4% \| 464,16% \| \| 2001 \| 25.582 осіб \| 3,856 км² \| 6.634 осіб/км² \| +9.011 осіб \| +54,4% \| 518,56% \| \| 2008 \| 40.312 осіб \| 3,856 км² \| 10.454 осіб/км² \| +14.730 осіб \| +57,58% \| 576,14% \| |                 |               |                 |               |            |                   |
| Рік | Населення міста | Муніципалітет | Густота         | Приріст, осіб | Приріст, % | Загальний приріст |
| 1951 | 825 осіб        | 3,856 км²     | 214 осіб/км²    | 825 осіб      | —          | —                 |
| 1961 | 2.353 осіб      | 3,856 км²     | 610 осіб/км²    | +1.528 осіб   | +185%      | 185%              |
| 1971 | 3.841 осіб      | 3,856 км²     | 996 осіб/км²    | +1.488 осіб   | +63,23%    | 248,23%           |
| 1981 | 7.587 осіб      | 3,856 км²     | 1.968 осіб/км²  | +3.746 осіб   | +97,52%    | 345,76%           |
| 1991 | 16.571 осіб     | 3,856 км²     | 4.297 осіб/км²  | +8.984 осіб   | +118,4%    | 464,16%           |
| 2001 | 25.582 осіб     | 3,856 км²     | 6.634 осіб/км²  | +9.011 осіб   | +54,4%     | 518,56%           |
| 2008 | 40.312 осіб     | 3,856 км²     | 10.454 осіб/км² | +14.730 осіб  | +57,58%    | 576,14%           |

## Міста-побратими
Серед міст-побратимів Вріліссії:
- Отвайлер, Німеччина
- Неаполь, Італія